# Wyeomyia guatemala
Wyeomyia guatemala är en tvåvingeart som beskrevs av Dyar och Frederick Knab 1906. Wyeomyia guatemala ingår i släktet Wyeomyia och familjen stickmyggor.
Artens utbredningsområde är Guatemala. Inga underarter finns listade i Catalogue of Life.